# والتر ميلر (أستاذ جامعي)
والتر ميلر (بالإنجليزية: Walter Miller)‏ هو عالم لغوي كلاسيكي أمريكي، ولد في 5 مايو 1864 في مقاطعة آشلاند في الولايات المتحدة، وتوفي في 28 يوليو 1949 في كولومبيا في الولايات المتحدة.